# Andrzej Ruszkowski (krajoznawca)

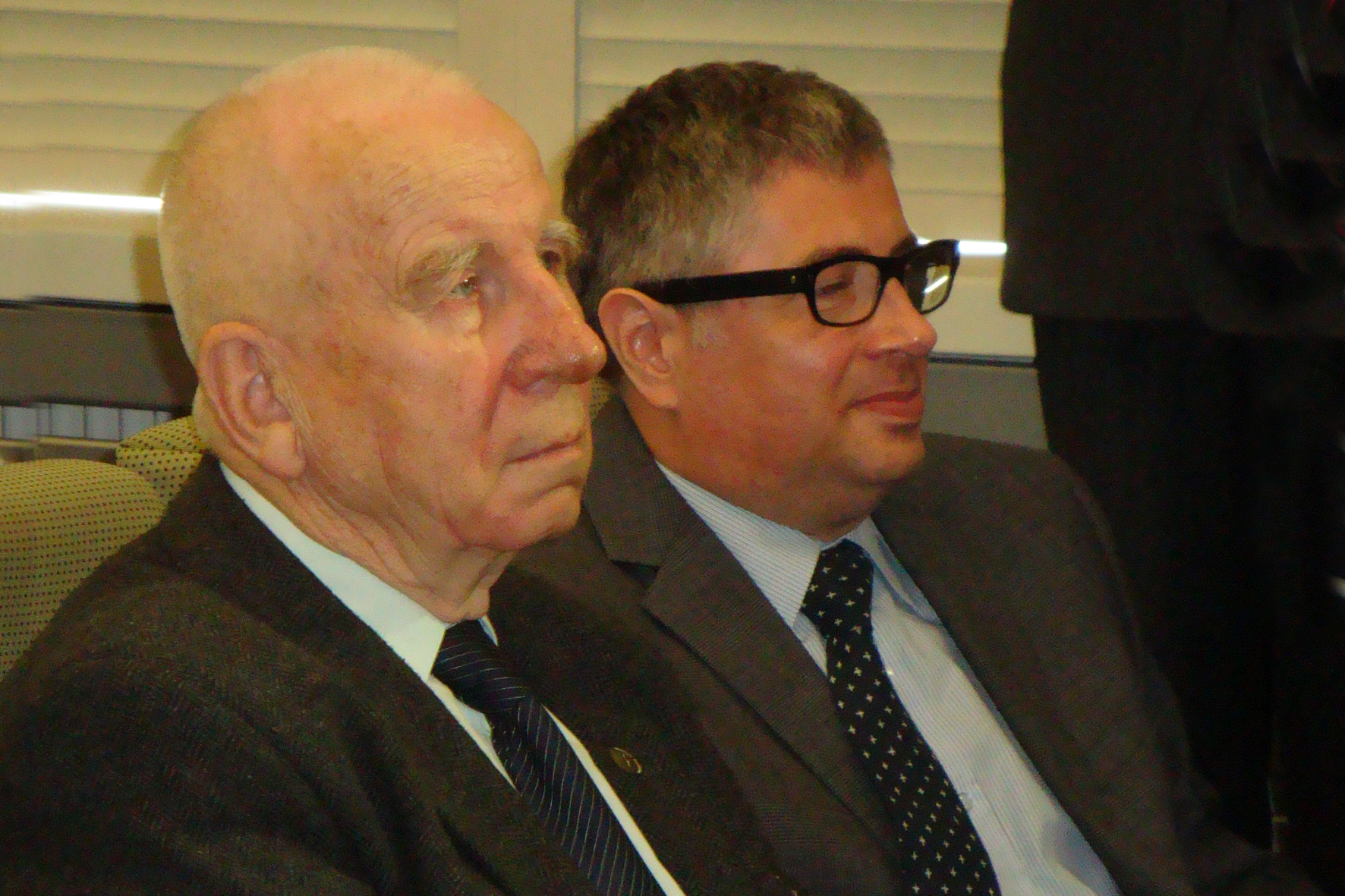
Andrzej Ruszkowski i Andrzej Machejek, laureaci Superekslibrisu Wojewódzkiej Biblioteki Publicznej (Łódź 2014)

Andrzej Władysław Ruszkowski (ur. 1 lutego 1936 w Sieradzu) – polski prawnik, działacz krajoznawczy i turystyczny. W latach 1990–1991 wicewojewoda, od 1991 do 1994 wojewoda sieradzki. Wieloletni członek i działacz Polskiego Towarzystwa Turystyczno-Krajoznawczego. Redaktor naczelny kwartalnika „Na Sieradzkich Szlakach”.

## Życiorys

### Działalność zawodowa
Ukończył studia prawnicze na Uniwersytecie Mikołaja Kopernika w Toruniu. Przez kilka lat pracował w Zakładzie Karnym w Sieradzu. Uzyskał uprawnienia radcy prawnego. Od 1969 do 1990 pracował w tym zawodzie w Zakładach Przemysłu Dziewiarskiego „Wola” w Zduńskiej Woli. Przeszedł na emeryturę, będąc pracownikiem tego przedsiębiorstwa.
Na przełomie lat 80. i 90. stał na czele wojewódzkiego Komitetu Obywatelskiego. Od 1990 do 1991 był wicewojewodą sieradzkim, następnie do 1994 sprawował urząd wojewody.
Należał do Porozumienia Centrum. W 2006 bez powodzenia kandydował do sejmiku łódzkiego z listy PiS.

### Działalność społeczna
Do Polskiego Towarzystwa Turystyczno-Krajoznawczego wstąpił w 1961 podczas studiów na UMK. Został później członkiem Koła Przewodników i Pilotów przy Oddziale PTTK w Sieradzu. Uzyskał uprawnienia przodownika turystyki górskiej, przodownika turystyki pieszej, instruktora kształcenia kadr, instruktora krajoznawstwa polski. Jest popularyzatorem ochrony zabytków i przyrody, inicjatorem i wieloletnim przewodniczącym Komisji Opieki nad Zabytkami ZW PTTK w Sieradzu, twórcą Regionalnej Pracowni Krajoznawczej, która zgromadziła kolekcję fotografii obiektów zabytkowych województwa sieradzkiego. Był organizatorem i komandorem Centralnego Zlotu Aktywu Krajoznawczego w Wojsławicach w 1981. Jest twórcą Klubu Turystyki Pieszej „Słoneczni” przy zakładach dziewiarskich „Wola” w Zduńskiej Woli i wieloletnim przewodnikiem tego klubu na trasach turystycznych oraz jego honorowym prezesem. Od lat 80. był wieloletnim wiceprzewodniczącym Komisji Opieki nad Zabytkami ZG PTTK oraz wizytatorem i opiekunem muzeów PTTK na terenie kraju.
Jest pasjonatem krajoznawstwa regionu sieradzkiego i Polski. Od lat 70. aktywny organizator i uczestnik corocznych rajdów po ziemi sieradzkiej, w tym rajdów „Szlakiem Walk nad Wartą 1939 r.” i „Szlakiem Powstańców z 1863 roku – Łuki Bakowicza”. Wyznaczył większość rajdowych tras i sporządził ich opisy, zajmuje się również badaniami dotyczącymi przebiegu walk nad Wartą we wrześniu 1939 oraz dotyczącymi powstania styczniowego w regionie sieradzkim. Doprowadził do oznaczenia i opisania mogił powstańczych w byłym województwie sieradzkim.
Od lat 80. redaktor naczelny wydawanego społecznie kwartalnika „Na Sieradzkich Szlakach”, w 2014 wyróżnionego przez Wojewódzką Bibliotekę Publiczną w Łodzi nagrodą „Superekslibris” za całokształt osiągnięć w zakresie publikacji o Łodzi i Ziemi Łódzkiej. Jest współautorem książki Z dziejów LO im. Kazimierza Jagiellończyka w Sieradzu oraz przewodnika turystycznego Sieradz i okolice, a także licznych haseł w Leksykonie Miasta Sieradza. Autor ponad 200 artykułów publikowanych w prasie lokalnej oraz w „Poznaj swój kraj”, „Gościńcu PTTK”, „Spotkania z Zabytkami”. Jest redaktorem pracy zbiorowej Sieradzanie w drodze do Niepodległej, zgłoszonej do 27. Ogólnopolskiego Przeglądu Książki Krajoznawczej i Turystycznej w Poznaniu.

## Odznaczenia i wyróżnienia
W 2015 otrzymał Krzyż Wolności i Solidarności, a w 2020 Krzyż Kawalerski Orderu Odrodzenia Polski.
Nadano mu również takie odznaczenia i wyróżnienia jak Złoty Krzyż Zasługi, Złota Odznaka „Za opiekę nad zabytkami”, Złota Odznaka „Zasłużony Działacz Turystyki”, Medal „Zasłużony dla kultury fizycznej i turystyki”, Srebrna Odznaka „Za Zasługi dla Ochrony Środowiska”, Medal 50-lecia PTTK, Złota Honorowa Odznaka PTTK. Na walnym zjeździe z 14 września 2013 wyróżniono go godnością honorowego członka PTTK. Otrzymał także odznaki regionalne: „Za zasługi dla województwa sieradzkiego”, „Zasłużony dla miasta Sieradza”, honorowa odznaka „Miłośnik Ziemi Sieradzkiej”.